# Marianne Baun
Marianne Baun (* 22. Oktober 1948 in Langwieden) ist eine deutsche Pädagogin und Politikerin (CDU).

## Leben
Marianne Baun besuchte 1955 bis 1959 die Volksschule und 1959 bis 1967 das Gymnasium in Pirmasens, wo sie das Abitur ablegte. Danach studierte sie Pädagogik in Kaiserslautern und Landau und legte 1970 das Erste Staatsexamen als Volksschullehrerin ab. In den Jahren 1971 bis 1973 studierte sie Sonderpädagogik in Mainz und legte 1973 das Erste Staatsexamen als Sonderschullehrerin ab. 1974 bestand sie das Examen als Diplom-Pädagogin und 1975 das Zweite Staatsexamen als Sonderschullehrerin. Nach einem Studium der Philosophie und Erziehungswissenschaft in Frankfurt erfolgte 1981 die Promotion zum Dr. phil.
Seit 1970 war sie Volks- bzw. Sonderschullehrerin, 1982 Sonderschulkonrektorin und 1987 Sonderschulrektorin.
2019 wurde Baun zur Patientenfürsprecherin für das Westpfalzklinikum im Standort Kirchheimbolanden gewählt, im Januar 2024 Landessprecherin für Rheinland-Pfalz.
Marianne Baun ist Mitglied im Verband deutscher Schriftsteller Rheinland-Pfalz und im Literarischen Verein der Pfalz. In ihrer Freizeit gibt sie regelmäßig Konzerte auf Klavier und Orgel.

## Politik
Marianne Baun war stellvertretende Vorsitzende des JU-Gemeindeverbands Kirchheimbolanden, stellvertretende Vorsitzende des JU-Kreisverbands Donnersbergkreis und Mitglied des JU-Bezirksvorstands Rheinhessen-Pfalz. 1987 wurde sie Vorsitzende der Frauen Union im Donnersbergkreis, stellvertretende Bezirksvorsitzende der Frauen Union Rheinhessen-Pfalz und Landesvorstandsmitglied der Frauen Union Rheinland-Pfalz. 1990 erfolgte die Wahl zur CDU-Kreisvorsitzende. Sie war Mitglied des Kreistags, des Kreisausschusses Bezirksvorstandsmitglied der CDU Rheinhessen-Pfalz, Beisitzerin im Landesvorstand der CDU Rheinland-Pfalz, Mitglied des Ortsvorstands und des Gemeindeverbandsvorstands der CDU Kirchheimbolanden, stellvertretende Vorsitzende der Europa-Union Kreisverband Donnersberg und Mitglied im Landesjugendwohlfahrtsausschusses.
Vom 18. Mai 1983 bis zum 2. Juni 1987 war sie Mitglied im Rheinland-Pfälzischen Landtag. Im Landtag war sie Schriftführende Abgeordnete, Mitglied des Ausschusses für Soziales und Gesundheit, des Unterausschusses für Frauenfragen und im Kulturpolitischen Ausschuss.

## Werke
- Förderung sprachlicher Kommunikation bei Geistigbehinderten, Berlin, 1981
- Hilfen zur Kommunikationsförderung bei Lernbehinderten, Berlin, 1982
- Zurück zum Leben, Otterbach, 1998
- Mitten im Leben, Otterbach, 2000

Des Weiteren verfasste sie zahlreiche Beiträge in Anthologien und Zeitschriften.